# Betriebskrankenkasse (Österreich)
Die Betriebskrankenkassen (BKKn) waren in Österreich bis zum 31. Dezember 2019 Versicherungsträger der gesetzlichen Krankenversicherung, die nur für die Beschäftigten einzelner Betriebe einschließlich der pensionierten Beschäftigten sowie der anspruchsberechtigten Angehörigen und Hinterbliebenen zuständig waren. Mit 1. Jänner 2020 wurden aufgrund des Sozialversicherungs-Organisationsgesetzes die letzten verbleibenden Betriebskrankenkassen aufgelöst. Ihre Aufgaben wurden von der Österreichischen Gesundheitskasse, der Versicherungsanstalt öffentlich Bediensteter, Eisenbahnen und Bergbau und der Krankenfürsorgeanstalt der Bediensteten der Stadt Wien übernommen.

## Geschichte
Die Geschichte der Betriebskrankenkassen geht auf die Anfänge der österreichischen Sozialversicherung zurück. So sah das Gesetz, betreffend die Krankenversicherung der Arbeiter (RGBl. Nr. 33/1888) vor, dass
- Unternehmen mit mindestens hundert versicherungspflichtigen Beschäftigten eine Betriebskrankenkasse gründen können (§ 42 Abs. 1),
- Unternehmen mit weniger als hundert Beschäftigten ausnahmsweise mit Zustimmung der politischen Landesbehörde eine Betriebskrankenkasse gründen können, wenn deren dauernder Bestand gesichert scheint (§ 42 Abs. 3),
- die Behörde ein Unternehmen zur Gründung einer Betriebskrankenkasse verpflichten kann, wenn der Betrieb mit einer besonderen Krankheitsgefahr für die Beschäftigten verbunden ist (§ 43).

§ 3 des Krankenkassenorganisationsgesetzes (BGBl. Nr. 15/1927) forderte für den Bestand einer Betriebskrankenkasse nun im Regelfall 1000 Mitglieder. Die Neugründung von Betriebskrankenkassen wurde verboten (§ 3 Abs. 5).
Nach Einführung des deutschen Sozialversicherungsrechts nach dem „Anschluss“ Österreichs an das Deutsche Reich konnten neue Betriebskrankenkassen wieder gegründet werden.
Das 1947 erlassene Sozialversicherungs-Überleitungsgesetz (BGBl. Nr. 142/1947) brachte eine Zäsur für die Betriebskrankenkassen. Es sah vor, dass nur die am 12. März 1939 (Tag vor dem „Anschluss“) bereits bestehenden Betriebskrankenkassen und die Betriebskrankenkasse der Austria Tabakwerke AG erhalten bleiben, neue jedoch nicht mehr gegründet werden können. Von den Betriebskrankenkassen des öffentlichen Verkehrs bestand nur mehr die der Wiener Verkehrsbetriebe weiter. Es war vorgesehen, dass der Bundesminister eine Betriebskrankenkasse auf ihren Antrag hin aus wichtigem Grund auflösen kann.
Das im Jahr 1955 erlassene Allgemeine Sozialversicherungsgesetz (BGBl. Nr. 189/1955) übernahm diese Vorschriften im Wesentlichen, präzisierte jedoch die Gründe für eine Auflösung der Betriebskrankenkassen. Diese könne demnach erfolgen, „wenn dies von der Hauptversammlung der Betriebskrankenkasse beantragt wird oder wenn der Eintritt wesentlicher Änderungen in den Verhältnissen (Auflösung des Betriebes, Sinken der Zahl der Versicherten) oder grobe Unregelmäßigkeiten in der Gebarung die Auflösung geboten erscheinen lassen“ (§ 23 Abs. 3 ASVG). Es bestimmte überdies, dass das jeweilige Unternehmen die Verwaltungskosten der Betriebskrankenkasse zu tragen und bei negativer Gebarung die Fehlbeträge zu ersetzen habe (§ 455 ASVG).
Bei der Auflösung der Betriebskrankenkassen wurde jeweils durch Verordnung vorgesehen, dass das Vermögen auf den jeweils zuständigen allgemeinen Versicherungsträger überging, das jeweilige Unternehmen jedoch eine Stiftung errichten konnte, in die ein Teil der Rücklagen eingebracht wurde. Aufgabe dieser Stiftungen ist und war die Erbringung gesundheitsbezogener Leistungen an die ehemaligen Mitglieder der Betriebskrankenkasse. Dadurch wurde jeweils der Unterschied zwischen den Leistungen der jeweiligen allgemeinen Krankenversicherungsträger und den in der Regel besseren Leistungen der Betriebskrankenkasse ausgeglichen.
Im Jahr 2018 wurde trotz Protesten das Sozialversicherungs-Organisationsgesetz (BGBl. I Nr. 100/2018) beschlossen, welches das endgültige Aus der Betriebskrankenkassen vorsah. Auch dieses Gesetz folgte der zuvor üblichen Stiftungslösung. So werden etwa 21 Millionen Euro aus den Rücklagen der BKK voestalpine Bahnsysteme in eine Stiftung eingebracht, wodurch während der nächsten rund 40 Jahre Leistungen erbracht werden können.

## Liste der Betriebskrankenkassen
Diese Liste gibt die ab dem Jahr 1955 noch bestehenden Betriebskrankenkassen, ihr jeweiliges Auflösungsdatum und die die Auflösung aussprechende Rechtsvorschrift wieder:
- BKK Österreichische Staatsdruckerei – Auflösung mit 1. Jänner 2001 (Bescheid vom 2. Oktober 2000, GZ: 21.105/72-5/00)[7]
- BKK Pengg – Auflösung mit 1. Jänner 2003 (BGBl. I Nr. 140/2002)
- BKK Semperit (ehemals BKK Semperit Gummiwerke) – Auflösung mit 1. Oktober 2016 (BGBl. II Nr. 348/2006)
- BKK Austria Tabak (ehemals BKK Austria Tabakwerke AG) – Auflösung mit 1. Jänner 2017 (BGBl. II Nr. 303/2016)
- BKK Mondi (ehemals BKK Neusiedler AG für Papierfabrikation) – Auflösung mit 1. Jänner 2020 (BGBl. I Nr. 100/2018 – SV-OG)
- BKK Alpine Montangesellschaft Donawitz und BKK Montangesellschaft Kindberg – Fusion zur BKK voestalpine Bahnsysteme mit 1. Jänner 2006 (BGBl. I Nr. 71/2005) – Auflösung letzterer mit 1. Jänner 2020 (BGBl. I Nr. 100/2018 – SV-OG)
- BKK Montangesellschaft Zeltweg – Auflösung mit 1. Jänner 2020 (BGBl. I Nr. 100/2018 – SV-OG)
- BKK Kapfenberg (ehemals BKK Gebrüder Böhler & Co.) – Auflösung mit 1. Jänner 2020 (BGBl. I Nr. 100/2018 – SV-OG)
- BKK der Wiener Verkehrsbetriebe – Auflösung mit 1. Jänner 2020 (BGBl. I Nr. 100/2018 – SV-OG)